# Богородско-Уфимский храм
Богородско-Уфимский храм — действующий православный храм в жилом районе Инорс города Уфы Республики Башкортостан. Считается вторым по величине в Уфимской епархии.
При храме действуют воскресная школа для взрослых, воскресная школа для детей, епархиальная библиотека, мастерская по изготовлению киотов и домашних иконостасов, церковный хор.

## История
Основание церкви связано с обретением неподалёку от этого места иконы Казанской Божией Матери в 1621—1622 гг.
В 1725—27 гг. на месте прежнего деревянного был построен новый деревянный же храм, который сгорел во время пожара 9 мая 1873 г.
Новый кирпичный трёхпрестольный храм на месте сгоревшего был построен подрядчиком С. М. Ларионовым довольно скоро и уже в 1877 г. был освящён.
В 1933 г. церковь закрыли и вскоре обезобразили: храм лишился пятиглавия и колокольни. Длительное время здание использовалось под школу для умственно отсталых детей.
Здание было возвращено Русской православной церкви в августе 1990 г. только благодаря вмешательству Б. Н. Ельцина.
В 1990—1997 гг. проведена первая реставрация, в 2007—2010 гг. — вторая реставрация.
В процессе восстановительных работ был сформирован историко-архитектурный ансамбль храма, в который вошли:
- Князь-Владимирская церковь с баптистерием (1993)
- Крестово-Погребальная часовня в память жертв сталинских репрессий политических (1991)
- Ильинская часовня (1991)
- Богородская надкладезная над святым родником (1993)
- Богородский некрополь, расположенный на месте разрушенного в 30—50‑е гг. XX века  кладбища. В некрополе находятся могилы князя М. Е. Уракова, генерал‑лейтенанта Е. И. Гладышева, известных людей Уфимской губернии.

## Настоятели храма
В. Уводский (1869—1880)
Н. А. Котельников (1882—1893)
А. К. Кулясов (1921—1933)
В. В. Мохов (1990—1997)